# Bérczi Endre
Bérczi Endre (Budapest, 1946. június 11.) magyar hangmérnök.

## Életpályája
1965–1970 között a Budapesti Műszaki és Gazdaságtudományi Egyetem Villamosmérnöki Karán tanult. 1970–1973 között hangtechnológia-fejlesztésmérnök és csoportvezető volt. 1970–1996 között a Pannónia Filmstúdió, a Magyar Szinkron és Video Vállalat, illetve a Videovox Kft.-nél dolgozott. 1973–1996 között hangmérnök volt a szinkronfilmstúdióban, a videó- és rövidfilm-műteremben. 1975–1978 között a Marxizmus-Leninizmus Esti Egyetem esztétika szakos hallgatója volt. 1976–1977 között a Budapesti Operettszínházban musical-ek hangmérnöke volt. 1977–1990 között a Budai Parkszínpad vezető hangmérnöke volt. 1983–1988 között a Madách Színházban a Macskák című produkció hangmérnöke volt. 1996 óta önálló vállalkozó.

## Filmjei
Az első évszám a film eredeti éve, a második a szinkronizálás éve.
- Óz, a csodák csodája (1939, 1976)
- Dumbo (1941, 1989)
- Gázláng (1944, 1978)
- A nagy álom (1946, 1979)
- Kenyér, szerelem, fantázia (1953, 1978)
- Mulató a Montmartre-on (1954, 1980)
- Váratlan vendég (1954, 1978)
- Fogjunk tolvajt! (1955, 1982)
- Susi és Tekergő (1955, 1997)
- Udvari bolond (1955, 1990)
- A riksakuli (1955, 1978)
- Éjféli csipke (1960, 1973)
- Mindenki haza! (1960, 1982)
- A szép Antonio (1960, 1978)
- Vadállatok a fedélzeten (1960, 1975)
- A kétéltű ember (1962, 1979)
- Lázadás a Bountyn (1962, 1979)
- Napfogyatkozás (1962, 1981)
- Méhkirálynő (1963, 1979)
- A rózsaszín párduc (1963, 1977)
- Tom Jones (1963, 1976)
- Melyik úton járjak? (1964, 1975)
- Verseny a javából (1965, 1977)
- Bilincs és mosoly (1967, 1982)
- A dzsungel könyve (1967, 1978)
- A tábornokok éjszakája (1967, 1982)
- Az Angyal vérboszúja (1968, 1978)
- Imádkozz a halálodért! (1968, 1994)
- Rómeó és Júlia (1968, 1981)
- Nemo kapitány és a víz alatti város (1969, 1973)
- Pisztolypárbaj (1971, 1978)
- Száguldás a semmibe (1971, 1980)
- Chato földje (1972, 1979)
- A mesterdetektív (1972, 1974)
- Barátom, Spot (1975, 1978)
- Bezárva (1976, 1978)
- A kék madár (1976, 1978)
- Santiago felett esik az eső (1976, 1977)
- Válaszúton (1978, 1979)
- Kaliforniai lakosztály (1978, 1980)
- Várlak nálad vacsorára (1978, 1982)
- Mad Max (1979, 1998)
- Manhattan (1979, 1980)
- A lator (1980, 1982)
- A túlélés ára (1980, 1981)
- Egy zsaru bőréért (1981, 1982)
- Célpont (1985, 1991)
- Az ügynök halála (1985, 1990)
- Olivér és társai (1988, 1990)
- A mélység titka (1989, 1990)
- Nem vagyunk mi angyalok (1989, 1990)
- Tini boszorkány (1989, 1991)
- Mint a villám (1990, 1990)
- Ők is a fejükre estek (1990, 1991)
- Kampókéz (1992, 1993)
- Őrült szafari (1992, 1992)
- Volt egyszer egy gyilkosság (1992, 1993)
- Bunyó karácsonyig (1994, 1995)
- True Lies – Két tűz között (1994, 1994)
- Léon, a profi (1994, 1995)
- Ponyvaregény (1994, 1995)
- Bölcsek kövére (1996, 1996)
- Túl sok nő (2000, 2004)
- A halál jele (2003, 2004)
- Kisördögök (2003, 2004)
- Zsákutca (2003, 2004)
- A rosszak jobbak! (2004, 2004)

## Magyar filmjei
- Hugó, a víziló (1975)
- Mire megvénülünk (1978)
- Keménykalap és krumpliorr (1978)
- Petőfi (1981)